# مانتلو
مانتِلّو (به ایتالیایی: Mantello) یک شهرستان (کومونه) در استان سوندریو در ناحیهٔ لمباردی ایتالیا است.